# Brucknerallee 31 (Mönchengladbach)

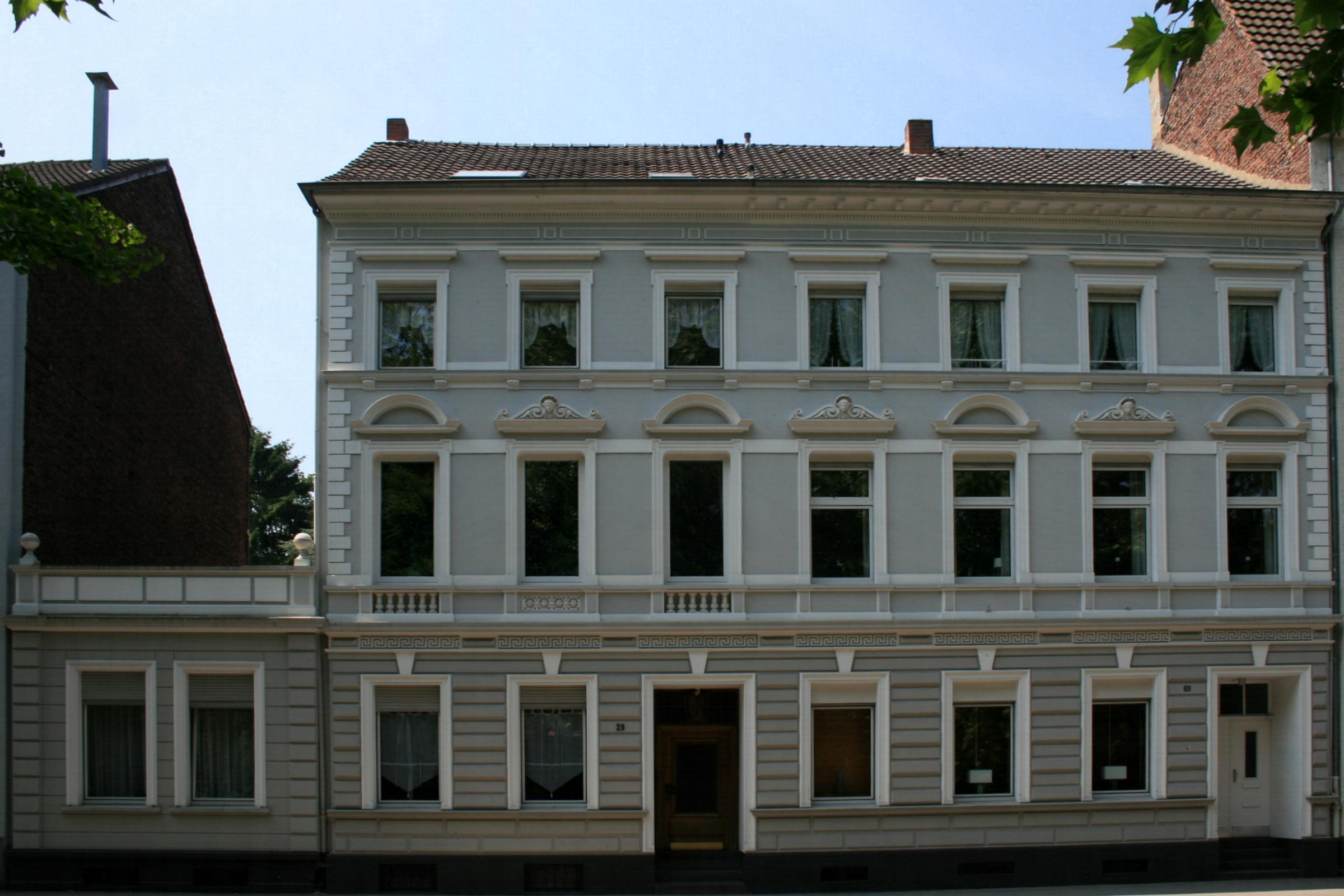
Wohnhaus Brucknerallee 31 (rechts) und 29 (links), 2010

Das Wohnhaus Brucknerallee 31 steht im Stadtteil Rheydt in Mönchengladbach (Nordrhein-Westfalen).
Das Gebäude wurde 1890 erbaut. Es ist unter Nr. B 081 am 6. Mär. 1989 in die Denkmalliste der Stadt Mönchengladbach eingetragen worden.

## Architektur
Traufenständig und ursprünglich zweigeschossig zeigt das Haus den üblichen Grundriss mit der Schmalseite zur Straße. Die Fassade ist ein gut erhaltenes Beispiel für spätklassizistischen historisierenden Bauschmuck. Eine mit ionischen Pilastern versehene Ädikula mit der Zahl 1890 im Giebelfeld betont den linksseitigen Eingang. Die Fenster werden im Erdgeschoss durch eine Profilleiste gerahmt, im ersten Stock von einem Gebälk gekrönt, das von ionischen Pilastern getragen wird. Darüber erhob sich unter der Dachtraufe eine nichtdurchfensterte Attikazone, die 1928 zu einem dreifenstrigen Mezzaningeschoss ausgebaut wurde.
Fassade, Grundrisssituation und städtebauliche Einbindung weisen dieses Haus, das zu den ältesten noch vorhandenen Gebäude der ersten Bauphase in der Brucknerallee gehört, aus orts- und siedlungsgeschichtlichen Gründen als erhaltenswert aus.